# Eintracht Frankfurt 1973-1974
Questa voce raccoglie le informazioni riguardanti l'Eintracht Frankfurt nelle competizioni ufficiali della stagione 1973-1974.

## Stagione
Nella stagione 1973-1974 l'Eintracht Francoforte, allenato da Dietrich Weise, concluse il campionato di Bundesliga al 4º posto. In Coppa di Germania l'Eintracht Francoforte perse la finale con dall'Amburgo.

## Rosa
| N. |                     | Ruolo | Calciatore          |
| -- | ------------------- | ----- | ------------------- |
|    | Germania (bandiera) | P     | Peter Kunter        |
|    | Germania (bandiera) | P     | Günther Wienhold    |
|    | Germania (bandiera) | D     | Hans-Joachim Andree |
|    | Germania (bandiera) | D     | Uwe Kliemann        |
|    | Germania (bandiera) | D     | Charly Körbel       |
|    | Germania (bandiera) | D     | Helmut Müller       |
|    | Germania (bandiera) | D     | Peter Reichel       |
|    | Germania (bandiera) | D     | Gert Trinklein      |
|    | Germania (bandiera) | C     | Jürgen Kalb         |

| N. |                     | Ruolo | Calciatore       |
| -- | ------------------- | ----- | ---------------- |
|    | Germania (bandiera) | C     | Wolfgang Kraus   |
|    | Germania (bandiera) | C     | Bernd Nickel     |
|    | Germania (bandiera) | C     | Thomas Rohrbach  |
|    | Germania (bandiera) | A     | Jürgen Grabowski |
|    | Germania (bandiera) | A     | Bernd Hölzenbein |
|    | Germania (bandiera) | A     | Raimund Krauth   |
|    | Austria (bandiera)  | A     | Thomas Parits    |
|    | Germania (bandiera) | A     | Roland Weidle    |

## Organigramma societario
Area tecnica
- Allenatore: Dietrich Weise
- Allenatore in seconda: Dieter Stinka
- Preparatore dei portieri:
- Preparatori atletici:

## Calciomercato

### Sessione estiva
| Acquisti | Acquisti            | Acquisti          | Acquisti |
| R.       | Nome                | da                | Modalità |
| -------- | ------------------- | ----------------- | -------- |
| D        | Hans-Joachim Andree | Borussia Dortmund |          |
| D        | Helmut Müller       | BSV Weißenthurm   |          |

| Cessioni | Cessioni         | Cessioni              | Cessioni |
| R.       | Nome             | a                     | Modalità |
| -------- | ---------------- | --------------------- | -------- |
| A        | Ender Konca      | Fenerbahçe            |          |
| D        | Friedel Lutz     | TuS Makkabi Frankfurt |          |
| P        | Dieter Rudolf    | Darmstadt             |          |
| D        | Lothar Schämer   | SV Erzhausen          |          |
| D        | Karl-Heinz Wirth | Bad Homburg 05        |          |

### Sessione invernale
| Acquisti | Acquisti | Acquisti | Acquisti |
| R.       | Nome     | da       | Modalità |
| -------- | -------- | -------- | -------- |

| Cessioni | Cessioni | Cessioni | Cessioni |
| R.       | Nome     | a        | Modalità |
| -------- | -------- | -------- | -------- |

## Risultati

### Bundesliga

#### Girone di andata
| Arbitro: | Basedow |

|                 |           |                  |
| Löhr 68’ (rig.) | Marcatori | 71’ (aut.) Weber |

| Arbitro: | Biwersi |

|                                      |           |  |
| Grabowski 48’ Reichel 50’ Weidle 63’ | Marcatori |  |

| Arbitro: | Eschweiler |

|              |           |                                                      |
| Sandberg 21’ | Marcatori | 48’ Weidle 74’ Grabowski 77’ (rig.) Kalb 88’ Reichel |

| Arbitro: | Hennig |

|                                           |           |                                           |
| Nickel 68’ Weidle 76’ Hölzenbein 82’, 84’ | Marcatori | 59’ Brenninger 61’ Entenmann 66’ Ettmayer |

| Arbitro: | Meuser |

|             |           |            |
| Walitza 51’ | Marcatori | 76’ Körbel |

| Arbitro: | Bonacker |

|            |           |  |
| Nickel 78’ | Marcatori |  |

| Arbitro: | Redelfs |

|                                                                     |           |                       |
| Schäfer 9’ Semlitsch 38’ Ritschel 45’ (rig.) Skala 48’ Kostedde 77’ | Marcatori | 36’ Andree 84’ Nickel |

| Arbitro: | Schulenburg |

|              |           |  |
| Rohrbach 47’ | Marcatori |  |

| Arbitro: | Siepe |

|                     |           |                           |
| Dürnberger 31’, 33’ | Marcatori | 34’ Nickel 49’ Hölzenbein |

| Arbitro: | Gabor |

|                                                         |           |                   |
| Hölzenbein 66’ Trinklein 73’ Nickel 77’ Kalb 87’ (rig.) | Marcatori | 6’, 62’ Kucharski |

| Arbitro: | Roth |

|                                                                       |           |                                                |
| Fürhoff 16’ Lippens 31’ de Vlugt 45’, 50’ Kunter 75’ (aut.) Weiss 77’ | Marcatori | 19’ Grabowski 32’ (aut.) Senger 89’ Hölzenbein |

| Arbitro: | Hillebrand |

|                 |           |  |
| Nickel 42’, 82’ | Marcatori |  |

| Arbitro: | Schäfer |

|            |           |              |
| Cremer 37’ | Marcatori | 8’ Grabowski |

| Arbitro: | Biwersi |

|                     |           |             |
| Hölzenbein 54’, 88’ | Marcatori | 68’ Kremers |

| Arbitro: | Kindervater |

|           |           |                    |
| Weist 50’ | Marcatori | 9’, 59’ Hölzenbein |

| Arbitro: | Dittmer |

|            |           |            |
| Parits 26’ | Marcatori | 20’ Anders |

| Arbitro: | Meuser |

|          |           |  |
| Brei 33’ | Marcatori |  |

#### Girone di ritorno
| Arbitro: | Ohmsen |

|                          |           |            |
| Müller 32’ Grabowski 78’ | Marcatori | 30’ Müller |

| Arbitro: | Basedow |

|            |           |              |
| Bücker 90’ | Marcatori | 32’ Kliemann |

| Arbitro: | Kindervater |

|                               |           |                |
| Kliemann 2’ Rohrbach 13’, 63’ | Marcatori | 85’ Toppmöller |

| Arbitro: | Overberg |

|                                       |           |              |
| Ettmayer 38’ Coordes 40’ Ohlicher 75’ | Marcatori | 90’ Kliemann |

| Arbitro: | Quindeau |

|                                          |           |                  |
| Körbel 15’ Grabowski 52’ (rig.) Kalb 64’ | Marcatori | 60’ (rig.) Balte |

| Arbitro: | Hillebrand |

|                                      |           |                   |
| Volkert 31’, 61’ Heese 78’ Hönig 81’ | Marcatori | 40’, 66’ Rohrbach |

| Arbitro: | Hennig |

|                                   |           |                                       |
| Kliemann 16’ Grabowski 88’ (rig.) | Marcatori | 53’ (rig.) Ritschel 86’ Hickersberger |

| Mönchengladbach 9 marzo 1974, ore 15:30 CET 25ª giornata | Borussia M'gladbach | 0 – 0 referto | Eintracht Francoforte | Bökelbergstadion (32 000 spett.)\| Arbitro: \| Lutz \| |
| Arbitro:                                                 | Lutz                |               |                       |                                                        |

| Arbitro: | Weyland |

|                      |           |            |
| Grabowski 18’ (rig.) | Marcatori | 79’ Müller |

| Arbitro: | Quindeau |

|                                   |           |                     |
| Wesseler 35’ Otters 39’ Glock 84’ | Marcatori | 54’, 63’ Hölzenbein |

| Arbitro: | Picker |

|                                                      |           |  |
| Nickel 8’, 57’ Kalb 19’, 58’ Rohrbach 65’ Parits 90’ | Marcatori |  |

| Arbitro: | Eschweiler |

|                    |           |               |
| Brück 40’ Grau 72’ | Marcatori | 31’ Trinklein |

| Arbitro: | Basedow |

|            |           |  |
| Nickel 36’ | Marcatori |  |

| Arbitro: | Ohmsen |

|                                      |           |                |
| Scheer 8’ Abramczik 87’ Sobieray 90’ | Marcatori | 74’ Hölzenbein |

| Arbitro: | Engel |

|              |           |            |
| Kliemann 58’ | Marcatori | 78’ Ohling |

| Hannover 11 maggio 1974, ore 15:30 CET 33ª giornata | Hannover 96 | 0 – 0 referto | Eintracht Francoforte | Niedersachsenstadion (10 000 spett.)\| Arbitro: \| Weyland \| |
| Arbitro:                                            | Weyland     |               |                       |                                                               |

| Arbitro: | Nickel |

|                          |           |            |
| Krauth 63’ Grabowski 66’ | Marcatori | 29’ Köhnen |

### Coppa di Germania
| Arbitro: | Eggers |

|              |           |                                                                            |
| Hoffmann 60’ | Marcatori | 19’, 63’ Parits 25’, 42’ Weidle 40’, 84’ Grabowski 68’ Rohrbach 85’ Krauth |

| Arbitro: | Haselberger |

|                 |           |                                |
| Martin 46’, 86’ | Marcatori | 43’ Hölzenbein 60’, 90’ Parits |

| Arbitro: | Horstmann |

|                                        |           |                            |
| Hölzenbein 25’, 93’, 108’ Rohrbach 61’ | Marcatori | 69’, 99’ Overath 73’ Flohe |

| Arbitro: | Aldinger |

|                                             |           |                                |
| Hölzenbein 49’ Rohrbach 68’ Kalb 90’ (rig.) | Marcatori | 60’ Hoeneß 62’ (rig.) Breitner |

| Arbitro: | Weyland |

|                                         |           |               |
| Trinklein 40’ Hölzenbein 95’ Kraus 115’ | Marcatori | 75’ Bjørnmose |

## Statistiche

### Statistiche di squadra
| Competizione      | Punti | In casa | In casa | In casa | In casa | In casa | In casa | In trasferta | In trasferta | In trasferta | In trasferta | In trasferta | In trasferta | Totale | Totale | Totale | Totale | Totale | Totale | DR  |
| Competizione      | Punti | G       | V       | N       | P       | Gf      | Gs      | G            | V            | N            | P            | Gf           | Gs           | G      | V      | N      | P      | Gf     | Gs     | DR  |
| ----------------- | ----- | ------- | ------- | ------- | ------- | ------- | ------- | ------------ | ------------ | ------------ | ------------ | ------------ | ------------ | ------ | ------ | ------ | ------ | ------ | ------ | --- |
| Bundesliga        | 41    | 17      | 13      | 4       | 0       | 39      | 15      | 17           | 2            | 7            | 8            | 24           | 35           | 34     | 15     | 11     | 8      | 63     | 50     | +13 |
| Coppa di Germania | -     | 3       | 3       | 0       | 0       | 10      | 6       | 2            | 2            | 0            | 0            | 11           | 3            | 5      | 5      | 0      | 0      | 21     | 9      | +12 |
| Totale            | 41    | 20      | 16      | 4       | 0       | 49      | 21      | 19           | 4            | 7            | 8            | 35           | 38           | 39     | 20     | 11     | 8      | 84     | 59     | +25 |

### Andamento in campionato
| Giornata  | 1 | 2 | 3 | 4 | 5 | 6 | 7 | 8 | 9 | 10 | 11 | 12 | 13 | 14 | 15 | 16 | 17 | 18 | 19 | 20 | 21 | 22 | 23 | 24 | 25 | 26 | 27 | 28 | 29 | 30 | 31 | 32 | 33 | 34 |
| --------- | - | - | - | - | - | - | - | - | - | -- | -- | -- | -- | -- | -- | -- | -- | -- | -- | -- | -- | -- | -- | -- | -- | -- | -- | -- | -- | -- | -- | -- | -- | -- |
| Luogo     | T | C | T | C | T | C | T | C | T | C  | T  | C  | T  | C  | T  | C  | T  | C  | T  | C  | T  | C  | T  | C  | T  | C  | T  | C  | T  | C  | T  | C  | T  | C  |
| Risultato | N | V | V | V | N | V | P | V | N | V  | P  | V  | N  | V  | V  | N  | P  | V  | N  | V  | P  | V  | P  | N  | N  | N  | P  | V  | P  | V  | P  | N  | N  | V  |
| Posizione | 8 | 3 | 4 | 2 | 3 | 3 | 4 | 2 | 2 | 2  | 2  | 2  | 2  | 1  | 1  | 1  | 2  | 1  | 1  | 1  | 3  | 2  | 3  | 3  | 3  | 4  | 4  | 3  | 4  | 4  | 4  | 4  | 4  | 4  |

Legenda:

Luogo: C = Casa; T = Trasferta. Risultato: V = Vittoria; N = Pareggio; P = Sconfitta.

### Statistiche dei giocatori
| Giocatore     | Bundesliga | Bundesliga | Bundesliga  | Bundesliga | Coppa di Germania | Coppa di Germania | Coppa di Germania | Coppa di Germania | Totale   | Totale | Totale      | Totale     |
| Giocatore     | Presenze   | Reti       | Ammonizioni | Espulsioni | Presenze          | Reti              | Ammonizioni       | Espulsioni        | Presenze | Reti   | Ammonizioni | Espulsioni |
| ------------- | ---------- | ---------- | ----------- | ---------- | ----------------- | ----------------- | ----------------- | ----------------- | -------- | ------ | ----------- | ---------- |
| H. Andree     | 17         | 1          | 1           | 0          | 1                 | 0                 | 0                 | 0                 | 18       | 1      | 1           | 0          |
| K. Beverungen | 0          | 0          | 0           | 0          | 1                 | 0                 | 0                 | 0                 | 1        | 0      | 0           | 0          |
| J. Grabowski  | 32         | 9          | 3           | 0          | 5                 | 2                 | 0                 | 0                 | 37       | 11     | 3           | 0          |
| B. Hölzenbein | 33         | 12         | 0           | 0          | 5                 | 6                 | 0                 | 0                 | 38       | 18     | 0           | 0          |
| J. Kalb       | 27         | 5          | 0           | 0          | 4                 | 1                 | 0                 | 0                 | 31       | 6      | 0           | 0          |
| U. Kliemann   | 34         | 5          | 5           | 0          | 4                 | 0                 | 1                 | 0                 | 38       | 5      | 6           | 0          |
| W. Kraus      | 28         | 0          | 1           | 0          | 2                 | 1                 | 0                 | 0                 | 30       | 1      | 1           | 0          |
| R. Krauth     | 9          | 1          | 0           | 0          | 1                 | 1                 | 0                 | 0                 | 10       | 2      | 0           | 0          |
| P. Kunter     | 17         | 0          | 0           | 0          | 2                 | 0                 | 0                 | 0                 | 19       | 0      | 0           | 0          |
| C. Körbel     | 34         | 2          | 0           | 0          | 5                 | 0                 | 0                 | 0                 | 39       | 2      | 0           | 0          |
| B. Lorenz     | 0          | 0          | 0           | 0          | 0                 | 0                 | 0                 | 0                 | 0        | 0      | 0           | 0          |
| H. Müller     | 16         | 1          | 0           | 0          | 4                 | 0                 | 0                 | 0                 | 20       | 1      | 0           | 0          |
| B. Nickel     | 21         | 10         | 0           | 0          | 3                 | 0                 | 0                 | 0                 | 24       | 10     | 0           | 0          |
| T. Parits     | 17         | 2          | 0           | 0          | 3                 | 4                 | 0                 | 0                 | 20       | 6      | 0           | 0          |
| P. Reichel    | 32         | 2          | 0           | 0          | 5                 | 0                 | 0                 | 0                 | 37       | 2      | 0           | 0          |
| T. Rohrbach   | 28         | 6          | 2           | 0          | 5                 | 3                 | 0                 | 0                 | 33       | 9      | 2           | 0          |
| G. Simons     | 0          | 0          | 0           | 0          | 0                 | 0                 | 0                 | 0                 | 0        | 0      | 0           | 0          |
| W. Stradt     | 0          | 0          | 0           | 0          | 0                 | 0                 | 0                 | 0                 | 0        | 0      | 0           | 0          |
| G. Trinklein  | 30         | 2          | 2           | 1          | 4                 | 1                 | 0                 | 0                 | 34       | 3      | 2           | 1          |
| R. Weidle     | 31         | 3          | 1           | 0          | 5                 | 2                 | 0                 | 0                 | 36       | 5      | 1           | 0          |
| G. Wienhold   | 17         | 0          | 0           | 0          | 3                 | 0                 | 0                 | 0                 | 20       | 0      | 0           | 0          |